# Ben McKenzie
Benjamin "Ben" McKenzie Schenkkan (Austin, 12 de setembro de 1978) é um ator americano, autor e comentarista.
Ele tornou-se conhecido por interpretar o papel principal de James Gordon em Gotham, série baseada nos personagens da mitologia do super-herói Batman. Ele também é conhecido por interpretar Ryan Atwood em The O.C.. E interpretou o papel principal de Ben Sherman na série policial Southland.

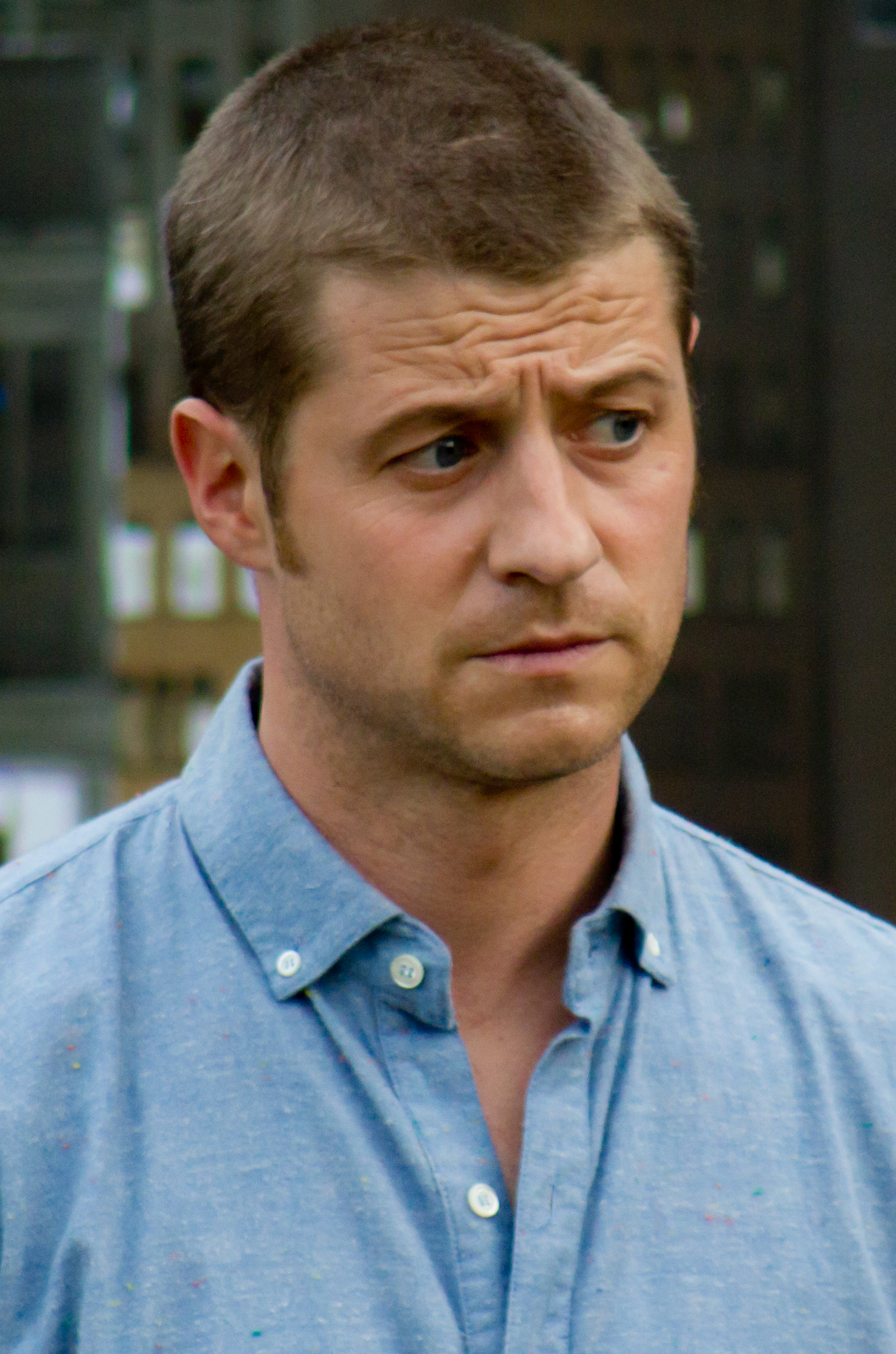
Ben em cena de Gotham, julho de 2014

## Início da vida
Ben McKenzie nasceu como Benjamin McKenzie Schenkkan, em Austin, Texas, filho mais velho de três meninos de Frances Victory Schenkkan, uma premiada poetisa, e Pieter Meade "Pete" Schenkkan, um advogado. Seu avô, Robert F. Schenkkan, era um professor da Universidade do Texas em Austin, e trabalhou com o presidente Lyndon B. Johnson na "Public Broadcasting Act of 1967". Ele é sobrinho do dramaturgo premiado com o Prémio Pulitzer, Robert Schenkkan, Jr.
No ensino médio, frequentou a St. Andrew's Episcopal School, onde foi amigo e companheiro de equipe de flag football do futuro Super Bowl MVP, Drew Brees. Ele frequentou a Stephen F. Austin High School, jogando como wide receiver e defensive back para a equipe de futebol da escola.
De 1997–2001, estudou na Universidade de Virgínia, alma mater de seu pai e seu avô paterno, onde se formou em Relações internacionais e Economia.
Ele usa seu nome do meio como nome artístico para evitar confundirem com o ator Ben Shenkman.

## Vida pessoal
Em setembro de 2015, Ben e sua colega de elenco em Gotham, Morena Baccarin, confirmaram que estão namorando, o casal tem uma filha, Frances Laiz Setta Schenkkan, nascida em 2 de março de 2016. Em novembro de 2016, anunciaram noivado, e em 2 de junho de 2017, se casaram em uma cerimônia em Nova Iorque.
É amigo de longa data do ator Paul Wesley, um dos protagonistas de The Vampire Diaries, eles se conheceram por contracenarem juntos em The O.C..

## Filmografia
| Cinema | Cinema                              | Cinema                     | Cinema                          |
| Ano    | Título                              | Personagem                 | Nota                            |
| ------ | ----------------------------------- | -------------------------- | ------------------------------- |
| 2014   | Some Kind of Beautiful              | Brian                      |                                 |
| 2014   | Judy Greer Is the Best Friend       | Matt                       | Curta-metragem                  |
| 2013   | Goodbye World                       | Nick Randworth             |                                 |
| 2013   | Decoding Annie Parker               | Tom                        |                                 |
| 2012   | Adventures in the Sin Bin           | Michael                    |                                 |
| 2011   | The Blisters: How Four Became Three | Dave                       | Curta-metragem; também produtor |
| 2011   | Batman: Year One                    | Bruce Wayne / Batman (voz) | Diretamente em vídeo            |
| 2009   | The Eight Percent                   | John Keller                | Curta-metragem                  |
| 2008   | Johnny Got His Gun                  | Joe Bonham                 |                                 |
| 2008   | Every Monday Matters                | Ele mesmo                  | Documentário                    |
| 2007   | 88 Minutos                          | Mike Stemp                 |                                 |
| 2005   | Junebug                             | Johnny Johnsten            |                                 |

| Televisão | Televisão                        | Televisão             | Televisão                |
| Ano       | Título                           | Personagem            | Nota                     |
| --------- | -------------------------------- | --------------------- | ------------------------ |
| 2014–2019 | Gotham                           | James Gordon          | Elenco principal         |
| 2013      | Men at Work                      | Bryan                 | Temporada 2, Episódio 6  |
| 2011      | Scooby-Doo! Mystery Incorporated | Odnarb (voz)          | Temporada 1, Episódio 15 |
| 2009–2013 | Southland                        | Ben Sherman           | Elenco principal         |
| 2004      | MADtv                            | Ryan Atwood           | Temporada 9, Episódio 22 |
| 2003–2007 | The O.C.                         | Ryan Atwood           | Elenco principal         |
| 2003      | JAG                              | Petty Officer Spencer | Temporada 8, Episódio 17 |
| 2002      | The District                     | Tim Ruskin            | Temporada 3, Episódio 5  |

## Prêmios e indicações
| Ano  | Prêmio                 | Categoria                                                  | Trabalho  | Resultado |
| ---- | ---------------------- | ---------------------------------------------------------- | --------- | --------- |
| 2015 | People's Choice Awards | Favorite Actor In A New TV Series                          | Gotham    | Indicado  |
| 2012 | Prism Awards           | Male Performance in a Drama Series Multi-Episode Storyline | Southland | Indicado  |
| 2005 | Teen Choice Awards     | Choice TV Actor: Drama                                     | The O.C.  | Indicado  |
| 2005 | Teen Choice Awards     | Choice TV: Chemistry (com Mischa Barton)                   | The O.C.  | Indicado  |
| 2004 | Teen Choice Awards     | Choice TV Actor: Action/Drama                              | The O.C.  | Indicado  |
| 2004 | Teen Choice Awards     | Choice TV Breakout Performance: Male                       | The O.C.  | Indicado  |